# Dare!
Dare! (auch Dare, deutsch ‚Wag es!‘) ist das dritte Studioalbum der britischen Synthiepop-Band The Human League und markiert den kommerziellen Durchbruch der Band und dieses Genres im Vereinigten Königreich und den Vereinigten Staaten.
Das Album wurde zwischen März und September 1981 in den Genetic Sound Studios bei Reading, Berkshire aufgenommen und am 20. Oktober 1981 in Großbritannien veröffentlicht. Es erreichte in Großbritannien sowohl im November 1981 als auch im Februar 1982 die Spitze der Albumcharts und wurde mit zwei Platinschallplatten ausgezeichnet. 1982 wurde es auch in den Vereinigten Staaten veröffentlicht und erreichte Platz drei der Billboard 200. Aus dem kommerziellen Erfolg von Dare! resultierten 1982 ein BRIT Award als „British Breakthrough Act“ für The Human League und ein BRIT Award als „Best British Producer“ für Martin Rushent.
Die bekannteste Single der Band, Don’t You Want Me, stammt von diesem Album.
Das Album wurde in einer remasterten Version am 30. Januar 2003 bei EMI neu veröffentlicht.
Der stark vom avantgardistischen und elektronischen Vorgänger Travelogue abweichende Sound von Dare! geht auf Umbesetzungen innerhalb der Band und eine stilistische Neuausrichtung zurück. Die für den Sound auf Travelogue verantwortlich zeichnenden Gründungsmitglieder, Songschreiber und Synthesizerspieler Martyn Ware und Ian Craig Marsh hatten die Band im Oktober 1980 verlassen, um die British Electric Foundation und später Heaven 17 zu gründen.

## Entstehungsgeschichte
Ware und Marsh überließen Philip Oakey und Adrian Wright den Bandnamen und die Verpflichtung für eine Tournee. Oakey orientierte sich hin zum Pop und nahm mit Ian Burden einen Multiinstrumentalisten und mit Susanne Sulley und Joanna Catherall zwei minderjährige Tänzerinnen/Backgroundsängerinnen in die Band auf, um die Tournee zu absolvieren. In den Monumental Studios in Sheffield begannen Oakey und Wright ohne die schulpflichtigen Backgroundsängerinnen und ohne den zunächst nur für die Tournee verpflichteten Burden mit den Aufnahmen für neue Songs, von denen Boys and Girls als Single veröffentlicht wurde und in Großbritannien Platz 47 erreichte. Oakey lud Burden als festes Bandmitglied ein, da er einsah, dass seine und Wrights musikalische Fähigkeiten nicht ausreichten, um die angestrebte Neuausrichtung hin zur Popmusik umzusetzen. Simon Draper von Virgin Records verpflichtete Martin Rushent im März 1981 für die Produktion von The Sound of the Crowd, der ersten Single in dieser neuen Besetzung, die im April 1981 veröffentlicht wurde. Unter Rushents Regie veränderte sich der Sound der Band stark. Die Single erreichte Platz 12 der britischen Top 40. Nach der Veröffentlichung von The Sound of the Crowd kam der Gitarrist Jo Callis neu in die Band, der bei den Rezillos bereits seine Qualität als Songschreiber unter Beweis gestellt hatte und sich für den neuen Sound nun mit Synthesizern vertraut machte. Mit Love Action (I Believe in Love) wurde die erste Single des Sextetts im August 1981 veröffentlicht und erreichte Platz 3 der Top 40. Rushent wurde von Draper beauftragt, ein ganzes Album mit dem Arbeitstitel Dare zu produzieren.
Philip Oakey erklärt den Arbeitstitel in einem Interview mit dem Record Mirror folgendermaßen:

“In fact it (album name) was ripped off from a cover of Vogue about two and a half years ago. They had a whole series of covers which featured just one word like ‘Success’, ‘Red’, and ‘Dare’.”

„Tatsächlich stammt er [der Albumname] von einer Titelseite der Vogue von vor zweieinhalb Jahren. Sie hatten eine ganze Serie mit Titeln, die aus einem Wort bestanden, wie ‚Erfolg‘, ‚Rot‘ und ‚Herausforderung‘.“

## Titelliste
1. The Things That Dreams Are Made Of (Oakey, Wright) – 4:14
2. Open Your Heart (Callis, Oakey) – 3: 53
3. The Sound of the Crowd (Burden, Oakey) – 3:56
4. Darkness (Callis, Wright) – 3:56
5. Do or Die (Burden, Oakey) – 5:25
6. Get Carter (Budd) – 1:02
7. I Am the Law (Oakey, Wright)
8. Seconds (Callis, Oakey, Wright)
9. Love Action (I Believe in Love) (Burden, Oakey) – 4:58
10. Don’t You Want Me (Callis, Oakey, Wright) – 3:56

## Instrumentierung, Besetzung und Coverdesign
Für die Aufnahmen im Genetic Sound Studio wurden folgende Instrumente und Synthesizer verwendet:
- Casio M10
- Casio VL-1
- Korg 770
- Korg Delta
- Linn LM-1
- Roland Jupiter-4
- Roland MC-8 Microcomposer
- Roland System 700
- Yamaha CS-15

Neben den Bandmitgliedern waren an den Aufnahmen zudem beteiligt:
- Martin Rushent: Programmierung
- Dave Allen: Programmierung, Assistenzingenieur

Das Coverdesign stammt von Philip Oakey, Adrian Wright und Ken Ansell.

## Rezeption

### Kritiken
Dare! wurde von der Musikergewerkschaft missbilligt, weil sie durch den massiven Einsatz von elektronisch erzeugten Klängen fürchteten, dass traditionelle Musiker für Musikaufnahmen und Livekonzerte überflüssig werden würden. Die Gewerkschaften starteten eine Kampagne unter dem Schlagwort „Keep It Live“ („Bleibt bei Live“), weil sie der Meinung waren, dass The Human League Konzerte auf Knopfdruck veranstalten würden.
Das Album wurde in Großbritannien fast ausschließlich positiv bewertet und bei den Meinungsumfragen der Musikpresse Ende 1981 in den Bestenlisten gewürdigt. Der Musikkritiker Paul Morley schrieb im New Musical Express:

“...in many ways it challenges the very conventions of pop music and the essence of innovation. What is it all for? I think that ‘Dare!’ is one of the great popular music LPs.”

„...auf mannigfaltige Weise fordert es die Konventionen in der Popmusik und die Essenz der Erfindungskraft heraus. Und wofür? Ich glaube, dass Dare! eines der großen Popmusikalben ist.“

Die positive Resonanz der Musikpresse förderte auch die Verkaufszahlen. Der Erfolg führte dazu, dass Simon Draper von Virgin Records mit Don't You Want Me Ende 1981 eine vierte Single auskoppeln wollte, obwohl Oakey dagegen war, weil er das Stück für das Schlechteste des Albums hielt. Die Single entpuppte sich Anfang 1982 als massiver Charterfolg; Virgin setzte Millionen von Tonträgern ab und erreichte in zahlreichen Ländern die Chartspitzen der Singlecharts. Auch das Album erhielt durch die Auskoppelung einen erneuten Schub und konnte sich im Februar 1982 erneut an die Spitze der Albumcharts in Großbritannien setzen und hielt sich insgesamt 71 Wochen in den Charts.

### Auszeichnungen
Martin Rushent erhielt bei den BRIT Awards 1982 die Auszeichnung als ‚Best British Producer‘ für die Produktion von Dare! Die Band erhielt im selben Jahr den BRIT Award als ‚British Breakthrough Act‘. Das Album erhielt eine Nominierung für den BRIT Award als ‚Best British Album‘, der an Adam & The Ants ging. Sheena Easton erhielt den Grammy als ‚Best New Artist‘ für den auch The Human League nominiert war.

## Singleauskopplungen
Aus dem Album wurden mit The Sound of the Crowd, Love Action (I Believe in Love), Open Your Heart und Don’t You Want Me vier Singles ausgekoppelt.
| Jahr | Titel                           | Höchstplatzierung, Gesamtwochen, AuszeichnungChartplatzierungen (Jahr, Titel, , Platzierungen, Wochen, Auszeichnungen, Anmerkungen) | Höchstplatzierung, Gesamtwochen, AuszeichnungChartplatzierungen (Jahr, Titel, , Platzierungen, Wochen, Auszeichnungen, Anmerkungen) | Höchstplatzierung, Gesamtwochen, AuszeichnungChartplatzierungen (Jahr, Titel, , Platzierungen, Wochen, Auszeichnungen, Anmerkungen) | Höchstplatzierung, Gesamtwochen, AuszeichnungChartplatzierungen (Jahr, Titel, , Platzierungen, Wochen, Auszeichnungen, Anmerkungen) | Anmerkungen                                                                                      |
| Jahr | Titel                           | DE | CH | UK | US | Anmerkungen                                                                                      |
| ---- | ------------------------------- | --- | --- | --- | --- | ------------------------------------------------------------------------------------------------ |
| 1981 | The Sound of the Crowd          | — | — | UK12 (10 Wo.)UK | — | Erstveröffentlichung: 20. April 1981                                                             |
| 1981 | Love Action (I Believe in Love) | — | — | UK3 Silber · (13 Wo.)UK | — | Erstveröffentlichung: 27. Juli 1981 Verkäufe: + 300.000                                          |
| 1981 | Open Your Heart                 | — | — | UK6 Silber · (9 Wo.)UK | — | Erstveröffentlichung: 28. September 1981 Verkäufe: + 250.000                                     |
| 1981 | Don’t You Want Me               | DE5 (19 Wo.)DE | CH4 (6 Wo.)CH | UK1 ×3Dreifachplatin · (17 Wo.)UK                                                                                                   | US1 Gold · (28 Wo.)US | Erstveröffentlichung: 27. November 1981 in UK Wiedereintritt 1995 und 2014 Verkäufe: + 3.085.000 |

## Kommerzieller Erfolg

### Chartplatzierungen
Das Album erreichte in Großbritannien im November 1981 und im Januar 1982 zweimal die Chartspitze, in Deutschland Platz 19 und in den USA Platz 3 der Albumcharts. In Schweden und Neuseeland erreichte das Album die Chartspitze und in Norwegen Platz 6.
| ChartsChartplatzierungen       | Höchstplatzierung | Wochen |
| ------------------------------ | ----------------- | ------ |
| Deutschland (GfK)              | 19 (17 Wo.)       | 17     |
| Vereinigte Staaten (Billboard) | 3 (38 Wo.)        | 38     |
| Vereinigtes Königreich (OCC)   | 1 (74 Wo.)        | 74     |

### Auszeichnungen für Musikverkäufe
| Land/Region                  | Auszeichnungen für Musikverkäufe (Land/Region, Auszeichnung, Verkäufe) | Verkäufe  |
| ---------------------------- | ---------------------------------------------------------------------- | --------- |
| Australien (ARIA)            | Platin                                                                 | 50.000    |
| Kanada (MC)                  | Platin                                                                 | 100.000   |
| Neuseeland (RMNZ)            | Platin                                                                 | 20.000    |
| Niederlande (NVPI)           | Gold                                                                   | 50.000    |
| Vereinigte Staaten (RIAA)    | Gold                                                                   | 500.000   |
| Vereinigtes Königreich (BPI) | 3× Platin                                                              | 900.000   |
| Insgesamt                    | 2× Gold · 6× Platin ·                                                  | 1.620.000 |